# Фараонов филин

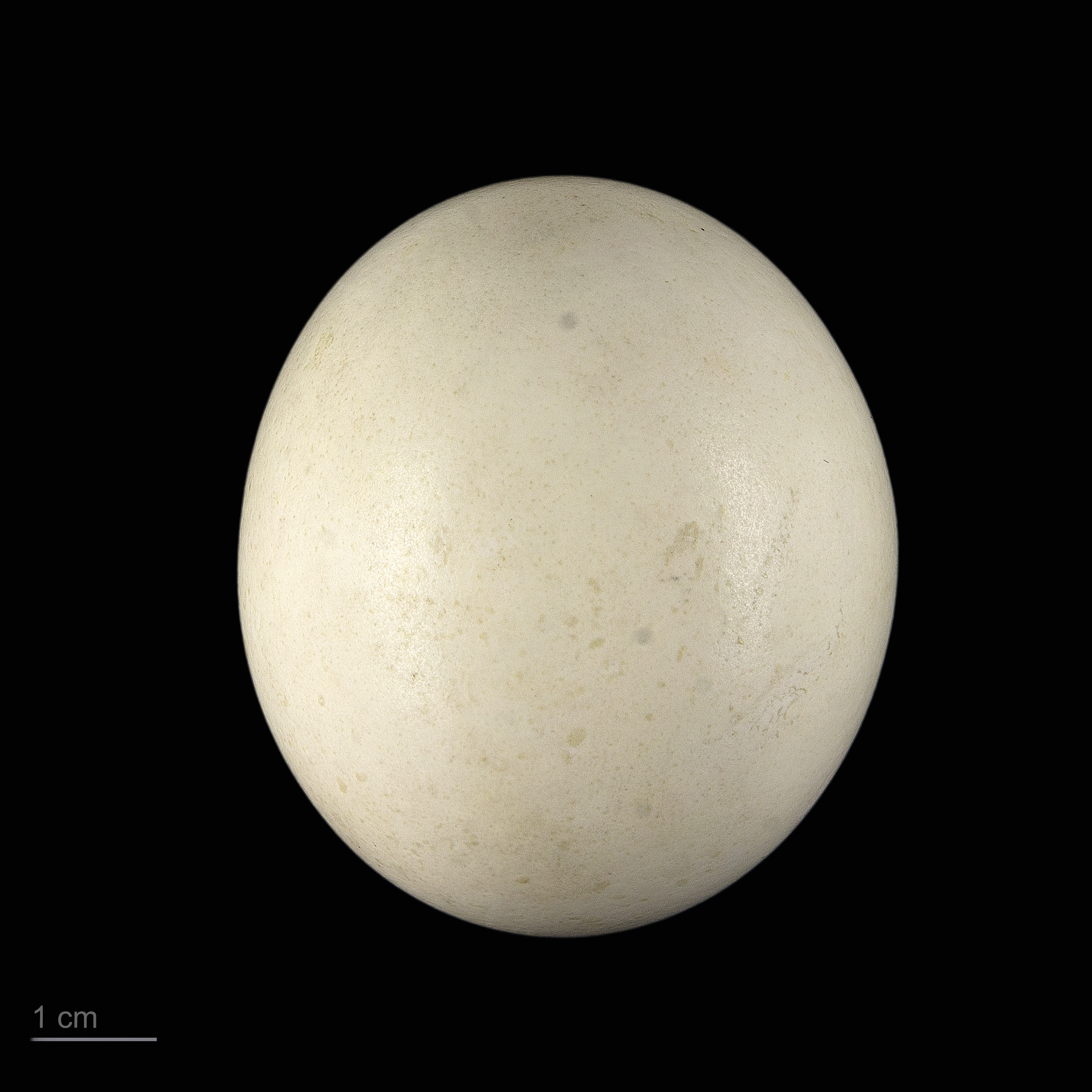
яйцо Bubo ascalaphus — Тулузский музей

Фарао́нов фи́лин (лат. Bubo ascalaphus) — вид птиц рода филины семейства совиных, обитающий в Северной Африке и на Ближнем Востоке. Научное название ascalaphus получил по имени одного из демонов Греческой мифологии, Аскалафа.

## Описание
Взрослый фараонов филин — птица размером 46—50 см и массой 1900—2300 г. Общий цвет оперения варьирует от бледно-рыжего до песочного, с чёрными пятнами. Лицевой диск обрамлён узким тёмным ободком. Клюв чёрный. Имеет небольшие перьевые «ушки» и желтовато-оранжевые глаза. Ареал включает в себя большую часть Северо-западной Африки, пустыню Сахара и Аравийский полуостров. Некоторые ученые выделяют два подвида, населяющие, соответственно, северные и южные части ареала:
- Bubo ascalaphus ascalaphus
- Bubo ascalaphus desertorum — имеет меньшие размеры и более бледную окраску.

Международный союз орнитологов подвидов не выделяет.

## Образ жизни
Фараонов филин предпочитает каменистые пустыни и полупустыни, склоны гор, ущелья и скалы. Охотится ночью и в сумерках на мелких млекопитающих, рептилий и птиц, поедает также жуков и скорпионов. Как правило образуют моногамные пары на всю жизнь. Самка откладывает от двух до четырёх яиц в феврале — марте. Интервал закладки — два-четыре дня. Инкубационный период составляет от 31 до 36 дней. Птенцы покидают гнездо в возрасте от 20 до 35 дней, однако остаются в семейной группе ещё примерно на 20—26 недель. На второй год жизни становятся способны к размножению.